# Sportif de l'année (Sports Illustrated)
Pour les articles homonymes, voir Sportif de l'année.

Le magazine sportif américain Sports Illustrated désigne chaque année, depuis 1954, le sportif de l'année. Pourtant ouvert aux sportifs du monde entier, les sportifs honorés du titre de Sportsman of the Year sont majoritairement américains. Ainsi, le seul titre décerné pour le football fut attribuée à l'équipe féminine des États-Unis, et les deux seuls coureurs cyclistes vainqueurs sont les Américains Lance Armstrong et Greg LeMond. En gymnastique artistique, la Roumaine Nadia Comăneci est oubliée du palmarès, ce qui n'est pas le cas de la gymnaste américaine Mary Lou Retton. 
Le trophée remis au vainqueur est un vase de céramique orné d'athlètes grecs.
| Année | Sportif                                   | Sport                  | Palmarès de l'année |
| ----- | ----------------------------------------- | ---------------------- | --- |
| 1954  | Roger Bannister                           | Athlétisme             | Premier homme à courir le Mile en moins de 4 minutes                                                                                               |
| 1955  | Johnny Podres                             | Baseball               | Joueur par excellence de la Série mondiale |
| 1956  | Bobby Joe Morrow                          | Athlétisme             | Double médaillé d'or aux Jeux olympiques |
| 1957  | Stan Musial                               | Baseball               | Champion frappeur de la Ligue nationale |
| 1958  | Rafer Johnson                             | Athlétisme             | Record du monde du décathlon |
| 1959  | Ingemar Johansson                         | Boxe anglaise          | Champion du monde des poids lourds |
| 1960  | Arnold Palmer                             | Golf                   | Joueur de l'année de la PGA |
| 1961  | Jerry Lucas                               | Basket-ball            | MVP du Final Four |
| 1962  | Terry Baker                               | Football américain     | Vainqueur du trophée Heisman |
| 1963  | Pete Rozelle                              | Football américain     | Expansion de la NFL |
| 1964  | Ken Venturi                               | Golf                   | Vainqueur de l'US Open |
| 1965  | Sandy Koufax                              | Baseball               | Vainqueur du trophée Cy Young |
| 1966  | Jim Ryun                                  | Athlétisme             | Record du monde du Mile |
| 1967  | Carl Yastrzemski                          | Baseball               | Vainqueur de la triple couronne |
| 1968  | Bill Russell                              | Basket-ball            | Champion NBA |
| 1969  | Tom Seaver                                | Baseball               | Vainqueur du trophée Cy Young |
| 1970  | Bobby Orr                                 | Hockey sur glace       | MVP de la NHL |
| 1971  | Lee Trevino                               | Golf                   | Joueur de l'année de la PGA |
| 1972  | Billie Jean King                          | Tennis                 | Trois victoires en Grand Chelem |
| 1972  | John Wooden                               | Basket-ball            | Entraîneur champion de la NCAA |
| 1973  | Jackie Stewart                            | Formule 1              | Champion du monde de F1 |
| 1974  | Muhammad Ali                              | Boxe anglaise          | Champion du monde des poids lourds |
| 1975  | Pete Rose                                 | Baseball               | Joueur par excellence de la Série mondiale 1975 |
| 1976  | Chris Evert                               | Tennis                 | Deux victoires en Grand Chelem |
| 1977  | Steve Cauthen                             | Sport hippique         | Eclipse Award du jockey de l'année |
| 1978  | Jack Nicklaus                             | Golf                   | Vainqueur du British Open |
| 1979  | Terry Bradshaw                            | Football américain     | MVP du Super Bowl |
| 1979  | Willie Stargell                           | Baseball               | Joueur par excellence de la Série mondiale 1979 |
| 1980  | équipe des États-Unis de hockey sur glace | Hockey                 | Médaille d'or aux Jeux olympiques |
| 1981  | Sugar Ray Leonard                         | Boxe anglaise          | Champion du monde des poids welter |
| 1982  | Wayne Gretzky                             | Hockey sur glace       | MVP de la NHL |
| 1983  | Mary Decker                               | Athlétisme             | Double champion du monde |
| 1984  | Edwin Moses                               | Athlétisme             | Champion olympique |
| 1984  | Mary Lou Retton                           | Gymnastique artistique | Championne olympique |
| 1985  | Kareem Abdul-Jabbar                       | Basket-ball            | Champion NBA et MVP des Finales NBA |
| 1986  | Joe Paterno                               | Football américain     | Entraîneur champion de NCAA |
| 1987  | "Athletes Who Care"                       | "Athletes Who Care"    | "Athletes Who Care" |
| 1987  | Bob Bourne                                | Hockey sur glace       | aide à des enfants handicapés |
| 1987  | Judi Brown King                           | Athlétisme             | aide à des enfants violentés |
| 1987  | Kip Keino                                 | Athlétisme             | aide à des enfants orphelins |
| 1987  | Dale Murphy                               | Baseball               | porte parole d'œuvre humanitaire |
| 1987  | Chip Rives                                | Football américain     | aide à des enfants nécessiteux |
| 1987  | Patty Sheehan                             | Golf                   | aide à des femmes violentées |
| 1987  | Rory Sparrow                              | Basket-ball            | aide à la scolarité des enfants |
| 1987  | Reggie Williams                           | Football américain     | aide à la scolarité des étudiants |
| 1988  | Orel Hershiser                            | Baseball               | Vainqueur du trophée Cy Young, joueur par excellence de la Série mondiale 1988, et auteur d'un record de 59 manches lancées sans accorder de point |
| 1989  | Greg LeMond                               | Cyclisme               | Vainqueur du Tour de France |
| 1990  | Joe Montana                               | Football américain     | Troisième victoire au Super Bowl |
| 1991  | Michael Jordan                            | Basket-ball            | Champion NBA, MVP de la saison et des Finales NBA                                                                                                  |
| 1992  | Arthur Ashe                               | Tennis                 | aide à des causes humanitaires |
| 1993  | Don Shula                                 | Football américain     | Record de victoires en carrière come entraîneur en NFL                                                                                             |
| 1994  | Bonnie Blair                              | Patinage de vitesse    | Double titre olympique |
| 1994  | Johann Olav Koss                          | Patinage de vitesse    | Triple titre olympique |
| 1995  | Cal Ripken, Jr.                           | Baseball               | Record de matchs joués consécutivement |
| 1996  | Tiger Woods                               | Golf                   | Vainqueur du championnat amateur et du championnat de la NCAA                                                                                      |
| 1997  | Dean Smith                                | Basket-ball            | Deuxième au nombre de victoires en carrière comme entraîneur en NCAA                                                                               |
| 1998  | Mark McGwire                              | Baseball               | Record de circuits en une saison |
| 1998  | Sammy Sosa                                | Baseball               | Joueur par excellence de la MLB, il surpasse l'ancien record de coups de circuit pour finir derrière le co-lauréat McGwire                         |
| 1999  | équipe des États-Unis de football féminin | Football               | Championnes du monde |
| 2000  | Tiger Woods                               | Golf                   | Trois victoires en Grand Chelem |
| 2001  | Curt Schilling                            | Baseball               | Co-Joueur par excellence de la Série mondiale 2001                                                                                                 |
| 2001  | Randy Johnson                             | Baseball               | Co-Joueur par excellence de la Série mondiale 2001 et vainqueur du trophée Cy Young                                                                |
| 2002  | Lance Armstrong                           | Cyclisme               | Vainqueur du Tour de France |
| 2003  | David Robinson                            | basket-ball            | Deuxième titre NBA |
| 2003  | Tim Duncan                                | basket-ball            | MVP de la saison et des Finales NBA |
| 2004  | Red Sox de Boston                         | Baseball               | Vainqueurs de la Série mondiale 2004 après une attente de 86 ans                                                                                   |
| 2005  | Tom Brady                                 | Football américain     | Deuxième victoire au Super Bowl |
| 2006  | Dwyane Wade                               | basket-ball            | Champion NBA et MVP des Finales NBA |
| 2007  | Brett Favre                               | Football américain     | « pour sa persévérance et sa passion » |
| 2008  | Michael Phelps                            | natation               | 8 médailles d'or aux Jeux olympiques de Pékin 2008                                                                                                 |
| 2009  | Derek Jeter                               | Baseball               | Gagnant d'une cinquième Série mondiale avec les Yankees de New York                                                                                |
| 2010  | Drew Brees                                | Football américain     | MVP du Super Bowl |
| 2011  | Mike Krzyzewski et Pat Summitt            | Basket-ball            | Pour l'ensemble de leurs carrières respectives d'entraîneurs universitaires                                                                        |
| 2012  | LeBron James                              | Basket-ball            | Champion NBA, champion olympique, MVP de la saison et des Finales NBA                                                                              |
| 2013  | Peyton Manning                            | Football américain     | |
| 2014  | Madison Bumgarner                         | Baseball               | Meilleur joueur de la Série de championnat de la Ligue nationale et joueur par excellence de la Série mondiale 2014.                               |
| 2015  | Serena Williams                           | Tennis                 | |
| 2016  | LeBron James                              | Basketball             | Champions NBA, MVP des Finales |
| 2017  | José Altuve                               | Baseball               | Vainqueurs de la Série mondiale 2017 et MVP de la Ligue américaine                                                                                 |
| 2017  | J. J. Watt                                | Football américain     | A réuni 37 millions de dollars d'aide pour la ville de Houston après le passage de l'Ouragan Harvey                                                |
| 2018  | Golden State Warriors                     | Basketball             | Champions NBA, troisième titre en quatre saisons                                                                                                   |
| 2019  | Megan Rapinoe                             | Football               | Capitaine de l'équipe vainqueur de la Coupe du monde de football féminin 2019                                                                      |
| 2020  | Laurent Duvernay-Tardif                   | Football américain     | Champion du Super Bowl LIV, a manqué la saison 2020 pour servir de soignant dans une maison de soins infirmiers pendant la pandémie COVID-19.      |
| 2020  | LeBron James                              | Basket-ball            | MVP des finales de la NBA, a travaillé pour mettre fin à la suppression des électeurs. Premier récipiendaire à trois reprises.                     |
| 2020  | Patrick Mahomes                           | Football américain     | MVP du Super Bowl; a poussé la NFL à reconnaître le mouvement Black Lives Matter.                                                                  |
| 2020  | Naomi Osaka                               | Tennis                 | Championne de l'US Open et avocate de la justice sociale.                                                                                          |
| 2020  | Breanna Stewart                           | Basket-ball            | MVP des finales de la WNBA, s'est prononcée contre le racisme et pour l'égalité des femmes.                                                        |
| 2021  | Tom Brady                                 | Football américain     | Septième victoire au Super Bowl et MVP pour la cinquième fois à l’âge de 43 ans.                                                                   |
| 2022  | Stephen Curry                             | Basket-ball            | MVP des finales de la NBA, mène les Warriors de Golden State à leur quatrième titre en huit ans.                                                   |
| 2023  | Deion Sanders                             | Football américain     | Revitaliser l'équipe des Buffaloes du Colorado en tant que nouvel entraîneur-chef, et également transformer l'université et sa communauté.         |